# Denkmal für die Flut von 1771

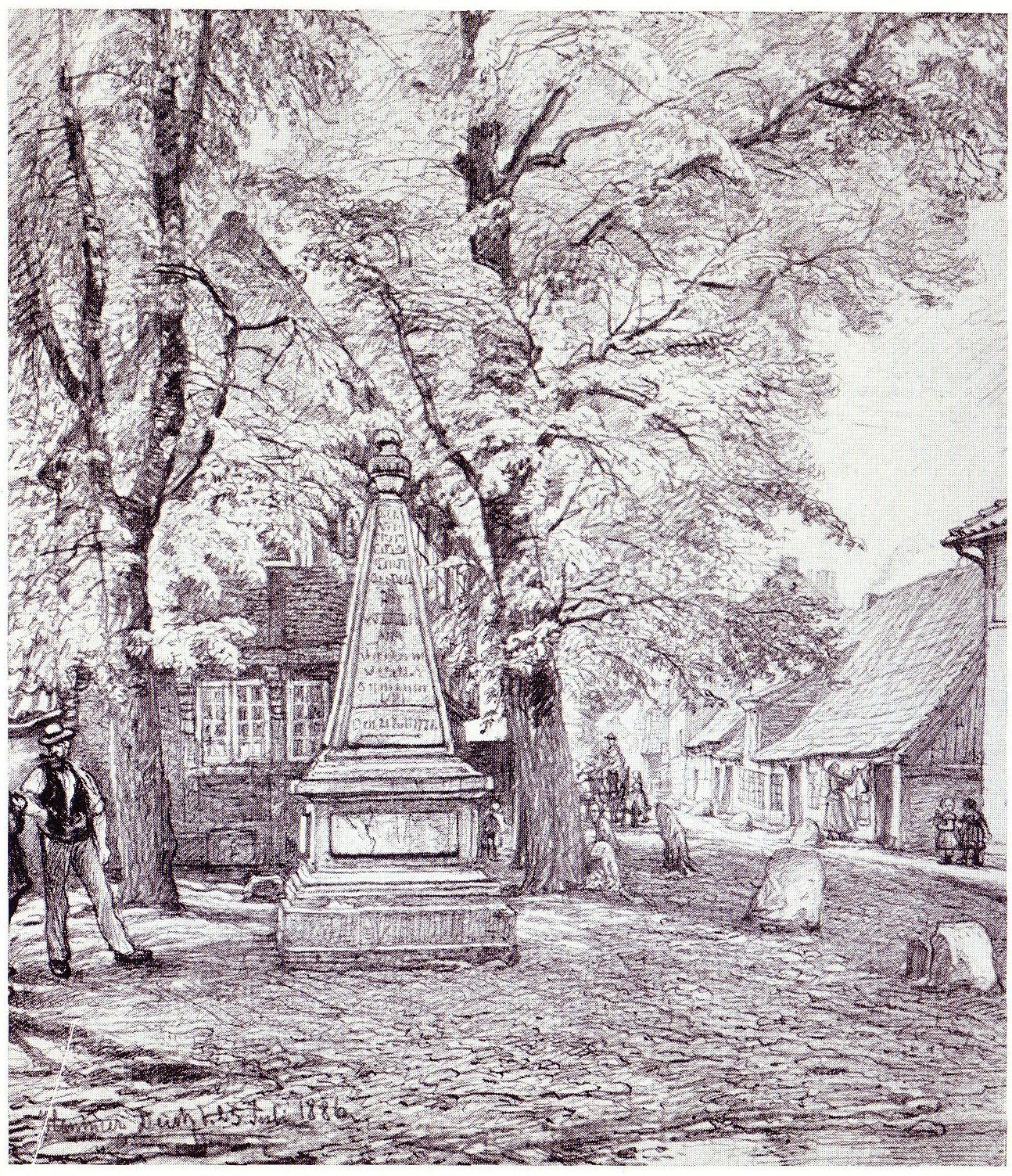
Das Denkmal 1886 auf dem Hammer Deich kurz vor seiner Versetzung an die Grüne Brücke, Zeichnung von Johann Theobald Riefesell

Das Denkmal um 1900 am Bullenhuser Schleusenhaus bei der Grünen Brücke

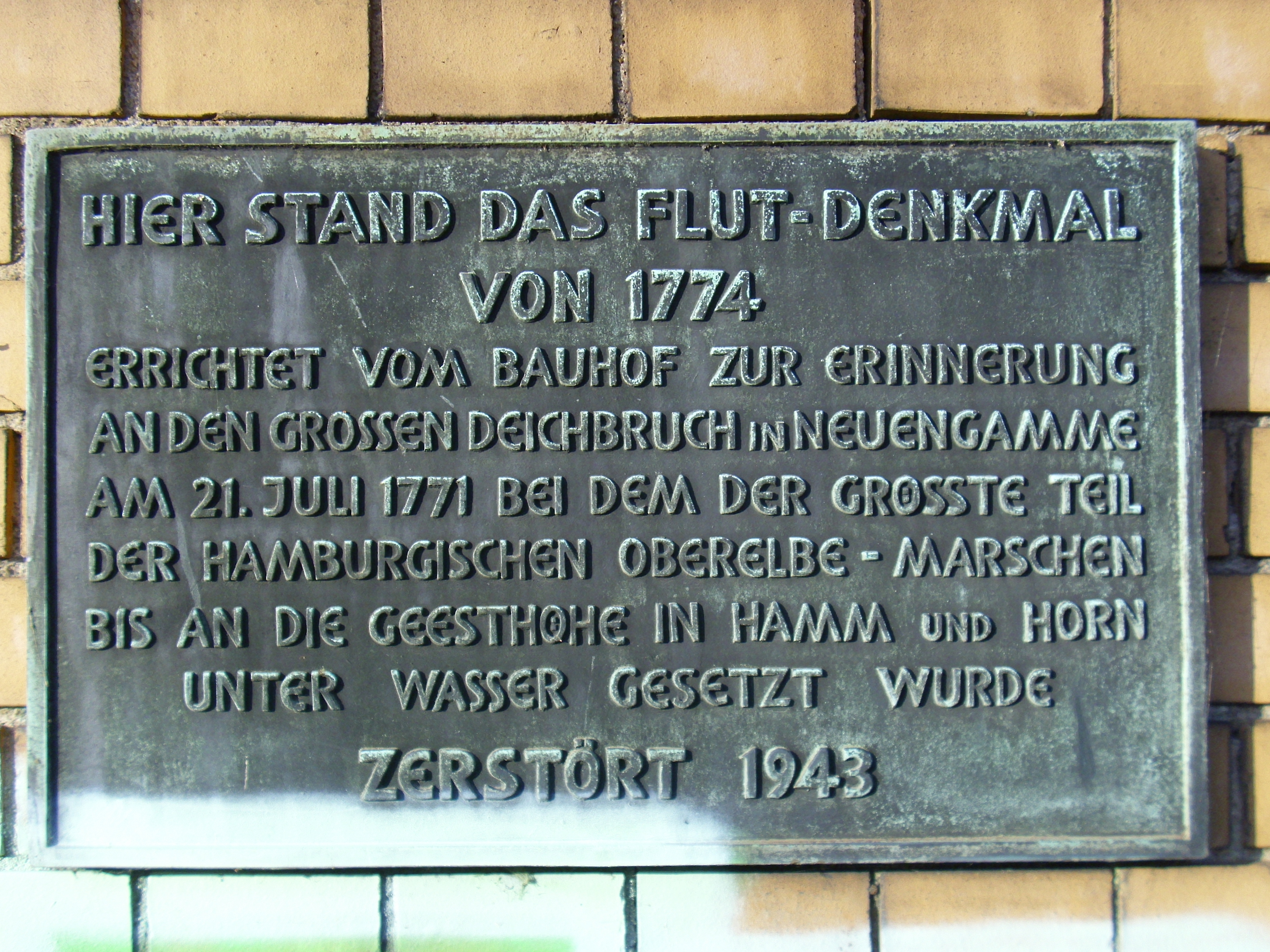
Gedenktafel am ursprünglichen Aufstellungsort vor dem Deichtor

Das Denkmal für die Flut von 1771 war das erste öffentliche Denkmal in Hamburg.

## Hintergrund
Anlass für die Errichtung des Denkmals war eine Überschwemmung im Sommer 1771. Ungewöhnlich heftige Regenfälle hatten die Elbe anschwellen und über die Ufer treten lassen. Am 8. Juli 1771 brachen die Deiche bei Neuengamme; das Wasser überflutete die Hamburger Vier- und Marschlande sowie den Hammerbrook bis an den Geestrand bei der Hammer Landstraße und bedrohte auch die Stadt selbst. Am 21. Juli 1771 erreichte die Überflutung ihren höchsten Stand am Deichtor unmittelbar außerhalb der Stadt, ehe die Flut wieder zurückwich.

## Das Denkmal
Drei Jahre nach der Flut wurde zur Erinnerung an die Katastrophe ein steinernes Denkmal errichtet. Aufstellungsort war das Vorland des Deichtors, wo die Flut ihren Höchststand erreicht hatte. Das Denkmal in klassizistischem Stil folgte den Gestaltungskonventionen für Trauermonumente: Auf einem mehrfach abgestuften Sockel erhob sich ein Obelisk, der seinerseits von einer Urne gekrönt wurde. Der Obelisk trug die Inschrift:
Die Elbe, von den Regengüssen eines trüben Sommers angeschwollen, drang über unsre Fluren ein und stieg bis an die unten bezeichnete Linie. Den 21. Juli 1771.
Obwohl das Denkmal in seiner künstlerischen Gestaltung nicht herausragend war, kam ihm dennoch besondere historische Bedeutung zu, da es sich um das erste öffentliche Denkmal Hamburgs überhaupt handelte. Zudem war es in ganz Europa das erst zweite Ereignisdenkmal nach dem gut hundert Jahre früher erbauten Monument in London.
Besonders da es sich um das erste Denkmal Hamburgs handelte, wurde es in den folgenden Jahrzehnten gelegentlich in Schriften über Hamburgs Bauten und Sehenswürdigkeiten erwähnt, geriet aber dennoch langsam in Vergessenheit. Außerdem wurde es wurde im Laufe der Zeit zweimal versetzt: 1857 musste es dem Ausbau des Berliner Bahnhofs weichen und wurde vom Deichtor an die Kreuzung Hammerdeich / Billwerder Steindamm verlagert. Wegen der Neutrassierung und Aufhöhung des Hammerdeiches wurde das Monument 1887 am Landungsplatz bei der Grünen Brücke (Lage) zwischen Hammerbrook und Rothenburgsort aufgestellt. Dort überstand es die Totalzerstörung des umliegenden Gebietes während der Luftangriffe im Zweiten Weltkrieg nur leicht beschädigt, wurde aber in den nachfolgenden Jahren vernachlässigt und verfiel, bis es das Denkmalschutzamt schließlich abtragen und durch eine Gedenktafel in der Nähe des ursprünglichen Aufstellungsortes ersetzen ließ. Diese Gedenktafel befindet sich in der Banksstraße/Ecke Oberhafenstraße am nördlichen Widerlager der Oberhafenbrücke (Lage) und steht seit 1961 unter Denkmalschutz.